# مزرعة علي بن موسي الرضا (غرمسير أردستان)
مزرعة علي بن موسی الرضا (بالفارسية: مزرعه علی بن موسی الرضا) هي منطقة سكنية تقع في إيران في أصفهان. يقدر عدد سكانها بـ 16 نسمة .